# Halbert E. Paine
Halbert Eleazer Paine, född 4 februari 1826 i Chardon i Ohio, död 14 april 1905 i Washington, D.C., var en amerikansk republikansk politiker. Han var ledamot av USA:s representanthus 1865–1871.
Paine utexaminerades 1845 från Western Reserve College, arbetade som lärare i Mississippi och studerade sedan juridik. Därefter inledde han sin karriär som advokat i Ohio. År 1857 flyttade han till Wisconsin. Paine tjänstgjorde som brigadgeneral i amerikanska inbördeskriget, sårades och ett ben amputerades på grund av skadan. År 1865 efterträdde han James S. Brown som kongressledamot och efterträddes 1871 av Alexander Mitchell.
Paine avled 1905 och gravsattes på Arlingtonkyrkogården.